# 福島市小鳥の森
福島市小鳥の森（ふくしまし ことりのもり）は、福島県福島市山口にある自然公園である。

## 概要
阿武隈川東岸、あぶくま親水公園のほぼ向かい側に位置する丘陵地にあり、広さ52ヘクタールの里山で構成される。1983年に常陸宮正仁親王を迎えオープン。クヌギやコナラなどの広葉樹に覆われており、名前の通り福島市のバードウォッチング文化の拠点となっている。福島県鳥のキビタキや福島市鳥のシジュウカラをはじめとした多数の小鳥や、池や沼には多数の水棲生物がいる。鳥や昆虫だけでなく樹木や草花の観察も出来ることから、上記のあぶくま親水公園と合わせ市内の学校の校外学習に使われることも多い。

## 施設
- ネイチャーセンター

園内のほぼ中心にあり、散策の拠点となる。館内の大きな窓ガラスからも小鳥の観察が行える。また、暖房は下記の炭焼き小屋で作られた炭が使われる。
- 遊歩道

3本の路線で構成されており、シジュウカラの小径、ホオジロの小径、カワセミの小径と名づけられている。各所にあづまやや展望台があり、場所によっては半田山なども見渡せる。雑木林だけでなく、カタクリの群生地や池、沼、粟畑や棚田も広がり日本の原風景を見ることが出来る。
- 炭焼き小屋

入り口近くにある。1988年完成。夏季を除く第2土曜日には炭焼き体験が開かれる。